# غار أوستارليتز (مترو باريس)
غار أوستارليتز (بالفرنسية: Gare d'Austerlitz)‏ هي محطة مترو تابعة لمترو باريس تقع في فرنسا في الدائرة الخامسة في باريس.[بحاجة لمصدر]